# Dawid Dobrowolski
Dawid Dobrowolski es un deportista polaco que compitió en piragüismo en la modalidad de eslalon. Ganó dos medallas de plata en el Campeonato Europeo de Piragüismo en Eslalon, en los años 2008 y 2010.

## Palmarés internacional
| Campeonato Europeo | Campeonato Europeo      | Campeonato Europeo | Campeonato Europeo |
| Año                | Lugar                   | Medalla            | Competición        |
| ------------------ | ----------------------- | ------------------ | ------------------ |
| 2008               | Cracovia (Polonia)      | Medalla de plata   | C2 por equipos     |
| 2010               | Bratislava (Eslovaquia) | Medalla de plata   | C2 por equipos     |